# Dung Che Sai Duk
Dung Che Sai Duk (東邪西毒, Dōng Xié Xi Dú em mandarim; bra: Cinzas do Passado; prt: As Cinzas do Tempo Redux) é um filme honconguês, dirigido e escrito por Wong Kar-Wai e lançado em 1994. Depois de circular pelo mundo com diferentes edições piratas, o filme foi relançado em versão "Redux",remasterizada digitalmente e com novas narração e trilha, em 2008, depois de reedição do próprio cineasta para oficializar um corte definitivo e mais curto e facilitar o entendimento.
Baseado no romance "The Eagle-Shooting Heroes", o filme foi premiado no Festival de Cinema de Veneza de 1994 (na categoria Melhor Fotografia), no Festival de Cinema de Hong Kong de 1995 (nas categorias Melhor Direção de Arte, Melhor Fotografia, Melhor Figurino e Maquiagem) e no Festival de Cinema Cavalo Dourado de Taiwan de 1995 (nas categorias Melhor Fotografia e Melhor Edição).

## Produção
Inspirado em "The Eagle-Shooting Heroes", um popular romance de artes marciais de Jin Yong, "Cinzas do Passado" foi a primeira produção da Jet Tone Films (produtora fundada pelo próprio Wong) e começou a ser filmado em 1992 no deserto de Gobi. Estrelado por algumas das maiores estrelas do cinema de Hong Kong, como Leslie Cheung, Tony Leung Ka-fai, Brigitte Lin e Tony Leung Chiu-Wai, o terceiro longa-metragem de Wong Kar-Wai teve uma demorada e conturbada produção, que levou cerca de dois anos e custou mais de 40 milhões de dólares, uma quantia elevada para os filmes de Hong Kong, normalmente com orçamento baixo. O cronograma do filme era constantemente refeito para acomodar as idas e vindas do elenco e as mudanças feitas pelo cineasta, que não adota oficialmente um script. Houve até mesmo um susto quando o Leslie Cheung foi picado no pescoço por um escorpião.
Em 1994, quando se completava dois anos da produção de "Cinzas", Wong Kar-Wai aproveitou o tempo de inatividade durante a pós-produção do filme para escrever um novo filme, "Amores Expressos". O trauma causado por "Cinzas" o estimulou a realizar uma obra mais leve e situada na contemporânea Hong Kong, que levou apenas três meses para ser filmada e editada. Mas embora a produção para "Amores Expressos" tivesse desenrolado rapidamente, a pós-produção de "Cinzas" continuou a ser um desafio. O corte do filme foi concluído apenas 90 minutos antes de sua estreia, que foi entregue as pressas para cinemas de Hong Kong - embora de maneira incompleta em algumas salas de exibição.
Mas mesmo depois de pronto, Wong Kar-wai não se mostrava satisfeito com o resultado de "Cinzas do Passado" e resolveu que iria reeditá-lo. Em 1998, ele começou a procurar os negativos originais em um laboratório, mas os encontrou em franca desintegração. O cineasta buscou por cópias do filme por salas de cinema na China e no exterior. Depois de conseguir encontrar alguns rolos, ele passou cinco anos entre restaurar, corrigir de cor e remontar o filme. Seu relançamento foi realizado em 2008, 14 anos depois de estrear nas telas de Hong Kong.

## Sinopse
O filme narra a história do espadachim Ouyang Feng (Leslie Cheung), impiedoso e amargurado por causa de um relacionamento que não deu certo, e cujo trabalho é contratar assassinos de aluguel.